# Finale de la Coupe des clubs champions européens 1982-1983
La finale de la Coupe des clubs champions européens 1982-1983 est remportée par le club allemand du Hambourg SV contre le club italien de la Juventus FC sur le score de 1-0. Elle se déroule au Stade olympique d'Athènes devant 73 500 spectateurs et est arbitrée par le Roumain Nicolae Rainea.
Avant cette rencontre la Juventus est favorite, d'autant plus que le HSV est privé d'une pièce maitresse de son milieu de terrain, Jimmy Hartwig étant suspendu. Le club italien titularisera six joueurs ayant été champion du Monde avec l'équipe d'Italie en 1982 : Dino Zoff, Claudio Gentile, Gaetano Scirea, Antonio Cabrini, Marco Tardelli et Paolo Rossi.
L'entraineur hambourgeois Ernst Happel mettra en place une tactique consistant à annihiler le potentiel de développement du jeu des Turinois. Michel Platini sera très bien marqué par Wolfgang Rolff dans l'entre jeu et la défense saura parfaitement jouer le piège du hors jeu tout en paraissant incontournable.
L'arbitre aura à la 73e une décision contestable, à savoir ne pas siffler pénalty en faveur de la formation transalpine, alors que le gardien Uli Stein semblait avoir commis une faute sur le meneur de jeu français.
C'est la troisième finale disputée par l'entraineur Happel, après une victoire en 1970 avec Feyenoord, et une défaite en 1978 avec Bruges.
À noter que Felix Magath, unique buteur de cette finale, avait déjà marqué en 1977 dans une autre finale européenne, en Coupe des vainqueurs de coupe.

## Parcours des finalistes
Note : dans les résultats ci-dessous, le score du finaliste est toujours donné en premier (D : domicile ; E : extérieur).
| Hambourg SV   | Hambourg SV | Hambourg SV | Hambourg SV |                     | Juventus FC       | Juventus FC | Juventus FC | Juventus FC | Juventus FC |
| ------------- | ----------- | ----------- | ----------- | ------------------- | ----------------- | ----------- | ----------- | ----------- | ----------- |
| Adversaire    | Total       | Aller       | Retour      | Tour                | Adversaire        | Total       | Aller       | Retour      |             |
| BFC Dynamo    | 3 - 1       | 1 - 1 (E)   | 2 - 0 (D)   | Seizièmes de finale | Hvidovre IF       | 7 - 4       | 4 - 1 (E)   | 3 - 3 (D)   |             |
| Olympiakos    | 5 - 0       | 1 - 0 (D)   | 4 - 0 (E)   | Huitièmes de finale | Standard de Liège | 3 - 1       | 1 - 1 (E)   | 2 - 0 (D)   |             |
| Dynamo Kiev   | 4 - 2       | 3 - 0 (E)   | 1 - 2 (D)   | Quarts de finale    | Aston Villa       | 5 - 2       | 2 - 1 (E)   | 3 - 1 (D)   |             |
| Real Sociedad | 3 - 2       | 1 - 1 (E)   | 2 - 1 (D)   | Demi-finales        | Widzew Łódź       | 4 - 2       | 2 - 0 (D)   | 2 - 2 (E)   |             |

## Feuille de match
| 25 mai 1983 | Hambourg SV | 1 - 0   | Juventus FC | Stade olympique, Athènes                        |                                                 |
|             | Magath 9e   | (1 - 0) |             | Spectateurs : 73 500 Arbitrage : Nicolae Rainea | Spectateurs : 73 500 Arbitrage : Nicolae Rainea |
|             | Rapport     |         |             | Spectateurs : 73 500 Arbitrage : Nicolae Rainea | Spectateurs : 73 500 Arbitrage : Nicolae Rainea |

| Hambourg | Juventus |

| Hambourg :    |    |                   |     |     |
|               |    |                   |     |     |
| G             | 1  | Uli Stein         |     |     |
| D             | 2  | Manfred Kaltz     |     |     |
| D             | 3  | Bernd Wehmeyer    |     |     |
| D             | 4  | Ditmar Jakobs     |     |     |
| D             | 5  | Holger Hieronymus |     |     |
| M             | 6  | Wolfgang Rolff    | 35e |     |
| M             | 7  | Jürgen Milewski   |     |     |
| M             | 8  | Jürgen Groh       | 39e |     |
| A             | 9  | Horst Hrubesch    |     |     |
| M             | 10 | Felix Magath      |     |     |
| A             | 11 | Lars Bastrup      |     | 55e |
| Remplaçants : |    |                   |     |     |
| M             |    | Thomas von Heesen |     | 55e |
| G             |    | Uwe Hain          |     |     |
| Entraîneur :  |    |                   |     |     |
| Ernst Happel  |    |                   |     |     |

| Juventus :          |    |                     |     |     |
|                     |    |                     |     |     |
| G                   | 1  | Dino Zoff           |     |     |
| D                   | 2  | Claudio Gentile     |     |     |
| D                   | 3  | Antonio Cabrini     | 39e |     |
| M                   | 4  | Massimo Bonini      | 36e |     |
| D                   | 5  | Sergio Brio         |     |     |
| D                   | 6  | Gaetano Scirea      |     |     |
| A                   | 7  | Roberto Bettega     |     |     |
| M                   | 8  | Marco Tardelli      |     |     |
| A                   | 9  | Paolo Rossi         |     | 55e |
| M                   | 10 | Michel Platini      |     |     |
| M                   | 11 | Zbigniew Boniek     |     |     |
| Remplaçants :       |    |                     |     |     |
| MF                  | 12 | Domenico Marocchino |     | 55e |
| Entraîneur :        |    |                     |     |     |
| Giovanni Trapattoni |    |                     |     |     |